# Sachsen-Eisenberg
Công quốc Sachsen-Eisenberg (tiếng Đức: Herzogtum Sachsen-Eisenberg) là một nhà nước thuộc Đế chế La Mã Thần thánh được cai trị bởi dòng Ernestine, nhánh trưởng của Nhà Wettin.
Sau cái chết của Công tước Ernst Ngoan đạo, lãnh thổ của ông được chia ra cho 7 người con trai, trong đó, người con trai thứ 5 là Công tử Christian được chia cho vùng Eisenberg, để lập ra Công quốc Sachsen-Eisenberg.
Công quốc chỉ tồn tại đến năm 1707, vị công tước duy nhất của nó qua đời mà không có người thừa tự nam nên lãnh thổ và tài sản đã được thừa kế bởi Công tước xứ Sachsen-Hildburghausen.

## Các công tước xứ Sachsen-Eisenberg
- Christian (1680–1707)[1]

### Trích dẫn
1. 1 2  Michael 2016, tr. 651.
2. ↑  Foster 1989, tr. 76.

### Sách
- Foster, Joseph (1989). The Dictionary of Heraldry: Feudal Coats of Arms and Pedigrees. London: Bracken Books. ISBN 9781851703098.
- Michael, Thomas (2016). Standard Catalog of World Coins, 1701-1800. F+W Media, Inc. ISBN 9781440247064.